# موسيقى صوفية
موسيقى صوفية هي موسيقى تعبدية روحية مستوحاة من أعمال شعراء الصوفية المسلمين، أمثال جلال الدين الرومي، حافظ الشيرازي، بلهي شاه، أمير خسرو وخواجا غلام فريد.

## توطئة

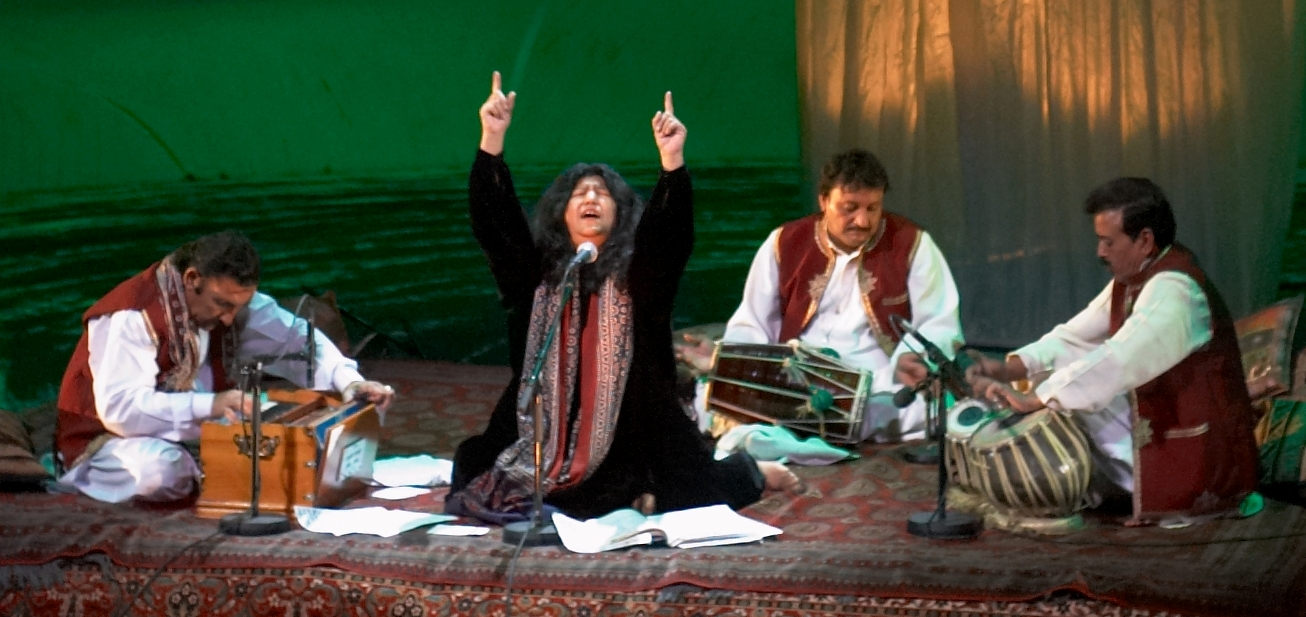

تعتبر تركيا أول دولة اهتمت بفن الصوفية إبان حكم الدولة العثمانية وتعد الطريقة المولوية التي أسسها الأفغاني جلال الدين الرومي سنة 207هـ، الشكل الأكثر شهرة في الموسيقى الصوفية عند المتصوفة من العرب، في حين يمثل القوالي التي أسسها الهندي أمير خسرو في القرن 14 الطريقة الأكثر شيوعا في الثقافة الصوفية لدى المتصوفة في جنوب آسيا.
وتتجسد أشكال الموسيقى الصوفية في حلقات من الذكر يجتمع فيها المنشدون والدراويش، مناجين ومتقربين إلى الله، جلسات لاتخلوا من الرقص الصوفي لكبح شهوات النفس والرغبات الشخصية عبر الاستماع إلى الله والموسيقى والتدبر والدوران حول النفس الذي أتى مفهومها من خلال دوران الكواكب حول الشمس.
تعد دول إندونيسيا وأفغانستان وصولا للمغرب المراكز أساسية للموسيقى الصوفية وامتدادا لممارساته، كما تعتبر موسيقى غناوة غرب أفريقيا شكلا آخر من الصوفية.